# Trébédan
 Trébédan  (en bretón Trebêran) es una población y comuna francesa, situada en la región de Bretaña, departamento de Côtes-d'Armor, en el distrito de Dinan y cantón de Plélan-le-Petit.

## Demografía
| 384 | 365 | 341 | 431 | 391 | 384 |
| Para los censos de 1962 a 1999 la población legal corresponde a la población sin duplicidades (Fuente: INSEE [Consultar]) |     |     |     |     |     |